# U 139 (U-Boot, 1940)
U 139 war ein deutsches U-Boot vom Typ II D, das im Zweiten Weltkrieg von der deutschen Kriegsmarine eingesetzt wurde.

## Geschichte
Der Auftrag für das Boot wurde am 25. September 1939 an die Werft Deutsche Werke, Kiel vergeben. Die Kiellegung erfolgte am 20. November 1939, der Stapellauf am 28. Juni 1940, die Indienststellung unter Oberleutnant zur See Robert Bartels am 24. Juli 1940.
Das Boot gehörte nach seiner Indienststellung bis zum 3. Oktober 1940 als Ausbildungsboot zur 1. U-Flottille in Kiel. Danach, vom 4. Oktober 1940 bis zum 30. April 1941, dient es als Schulboot in der 21. U-Flottille in Neustadt in Holstein bzw. Pillau, und vom 1. Mai 1941 bis zum 21. Juni 1941 als Ausbildungsboot in der 22. U-Flottille in Gotenhafen. Beim Beginn des Krieges gegen die Sowjetunion wurde U 139 Frontboot mit der 22. U-Flottille in Gotenhafen, bevor es vom 1. August 1941 bis zum 5. Mai 1945 wieder als Ausbildungsboot in der 22. U-Flottille in Gotenhafen bzw. Wilhelmshaven eingesetzt wurde.
U 139 unternahm während seiner Dienstzeit eine Feindfahrt, auf der es keine Schiffe versenken oder beschädigen konnte. U 139 war eigentlich ein Schul- und Ausbildungsboot und wurde lediglich beim Angriff auf die Sowjetunion als Frontboot eingesetzt.

## Einsatzstatistik

### Erste Feindfahrt
Das Boot lief am 16. Juli 1941 um 11:07 Uhr von Oxhöft aus und lief am 22. Juli 1941 um 7:43 Uhr, zur Ergänzung, in Windau ein. Es lief am 23. Juli 1941 um 19:52 Uhr wieder dort aus und lief am 24. Juli 1941 um 2:15 Uhr wieder in Windau ein. Es lief abermals am 29. Juli 1941 um 23:12 Uhr von Windau aus und lief am 18. August 1941 um 18:05 Uhr in Stormelö (Finnland) ein. U 139 lief am 28. August 1941 um 18:12 Uhr von Stormelö aus und lief am 31. August 1941 um 13:11 Uhr in Oxthöft ein. Auf dieser 35 Tage dauernden und 2.155 sm über und 907 sm unter Wasser langen Unternehmung in die Ostsee, vor Ösel, Dagö und Hangö. Es wurden keine Schiffe versenkt oder beschädigt.

## Verbleib
Das Boot wurde am 5. Mai 1945 in Wilhelmshaven in der Westkammer der IV. Einfahrt (Raederschleuse) gemäß dem lange bestehenden, allerdings von Großadmiral Dönitz noch am Abend des 4. Mai 1945 aufgehobenen Regenbogen-Befehl von seiner Besatzung selbstversenkt.